# Campionati mondiali di lotta 2009
I campionati mondiali di lotta 2009 si sono svolti al MCH Messecenter Herning di Herning, in Danimarca, dal 21 al 27 settembre 2009. 

## Nazioni partecipanti
Hanno preso parte alla competizione 639 lottatori in rappresentanza di 70 distinte nazioni.
- Argentina (1)
- Armenia (15)
- Australia (1)
- Austria (6)
- Azerbaigian (19)
- Bielorussia (20)
- Brasile (9)
- Bulgaria (17)
- Camerun (1)
- Canada (14)
- Cina (20)
- Taipei cinese (1)
- Croazia (4)
- Cuba (14)
- Rep. Ceca (9)
- Danimarca (7)
- Rep. Dominicana (5)
- Egitto (6)
- Estonia (3)
- Finlandia (7)
- Francia (10)
- Georgia (14)
- Germania (15)
- Gran Bretagna (5)

- Grecia (8)
- Ungheria (14)
- India (17)
- Iran (14)
- Iraq (4)
- Israele (6)
- Italia (9)
- Giappone (21)
- Giordania (1)
- Kazakistan (21)
- Kirghizistan (13)
- Lettonia (6)
- Lituania (9)
- Madagascar (2)
- Messico (4)
- Moldavia (10)
- Mongolia (13)
- Montenegro (2)
- Marocco (1)
- Nuova Zelanda (1)
- Nigeria (3)
- Corea del Nord (8)
- Norvegia (5)
- Polonia (18)

- Portogallo (1)
- Porto Rico (2)
- Romania (14)
- Russia (21)
- Senegal (3)
- Serbia (4)
- Singapore (1)
- Slovacchia (4)
- Sudafrica (4)
- Corea del Sud (17)
- Spagna (14)
- Svezia (9)
- Svizzera (4)
- Tagikistan (3)
- Tunisia (3)
- Turchia (19)
- Turkmenistan (2)
- Ucraina (21)
- Stati Uniti (21)
- Uzbekistan (14)
- Venezuela (19)
- Vietnam (6)

## Classifica squadre
| Rank | Lotta libera maschile  | Lotta libera maschile | Lotta Greco-Romana | Lotta Greco-Romana | Lotta libera femminile | Lotta libera femminile |
| Rank | Squadra                | Punti                 | Squadra            | Punti              | Squadra                | Punti                  |
| ---- | ---------------------- | --------------------- | ------------------ | ------------------ | ---------------------- | ---------------------- |
| 1    | Russia                 | 63                    | Turchia            | 44                 | Azerbaigian            | 42                     |
| 2    | Azerbaigian            | 48                    | Iran               | 39                 | Giappone               | 37                     |
| 3    | Iran                   | 40                    | Azerbaigian        | 38                 | Canada                 | 37                     |
| 4    | Turchia                | 27                    | Russia             | 31                 | Ucraina                | 35                     |
| 5    | Ucraina                | 23                    | Cuba               | 26                 | Russia                 | 27                     |
| 6    | Bielorussia            | 21                    | Ungheria           | 19                 | Stati Uniti            | 24                     |
| 7    | Stati Uniti            | 19                    | Georgia            | 19                 | Mongolia               | 19                     |
| 8    | Uzbekistan             | 18                    | Danimarca Svezia   | 17                 | Corea del Nord         | 17                     |
| 9    | Georgia India Giappone | 14                    | Danimarca Svezia   | 17                 | Kazakistan             | 17                     |
| 10   | Georgia India Giappone | 14                    | Uzbekistan         | 17                 | Cina                   | 16                     |

## Podi

### Lotta libera maschile
| Evento | Oro                   | Argento                  | Bronzo               |
| 55 kg  | Yang Kyong-il         | Sezar Akgül              | Rizvan Gadzhiev      |
| 55 kg  | Yang Kyong-il         | Sezar Akgül              | Viktor Lebedev       |
| 60 kg  | Besik Kudukhov        | Zəlimxan Hüseynov        | Dilshod Mansurov     |
| 60 kg  | Besik Kudukhov        | Zəlimxan Hüseynov        | Vasyl Fedoryshyn     |
| 66 kg  | Mehdi Taghavi         | Rasul Dzhukayev          | Tatsuhiro Yonemitsu  |
| 66 kg  | Mehdi Taghavi         | Rasul Dzhukayev          | Leonid Spiridonov    |
| 74 kg  | Denis Tsargush        | Çamsulvara Çamsulvarayev | Ramesh Kumar         |
| 74 kg  | Denis Tsargush        | Çamsulvara Çamsulvarayev | Sadegh Goudarzi      |
| 84 kg  | Zaurbek Sokhiev       | Jake Herbert             | Ibrahim Aldatov      |
| 84 kg  | Zaurbek Sokhiev       | Jake Herbert             | Şərif Şərifov        |
| 96 kg  | Khadzhimurat Gatsalov | Xetaq Qazyumov           | Serhat Balcı         |
| 96 kg  | Khadzhimurat Gatsalov | Xetaq Qazyumov           | Georgi Gogshelidze   |
| 120 kg | Beylal Makhov         | Fardin Masoumi           | Ioannis Arzoumanidis |
| 120 kg | Beylal Makhov         | Fardin Masoumi           | Tervel Dlagnev       |

### Lotta greco-romana
| Evento | Oro                | Argento            | Bronzo               |
| 55 kg  | Hamid Sourian      | Roman Amoyan       | Håkan Nyblom         |
| 55 kg  | Hamid Sourian      | Roman Amoyan       | Rövşən Bayramov      |
| 60 kg  | Islam-Beka Albiyev | Dilshod Aripov     | Nurbakyt Tengizbayev |
| 60 kg  | Islam-Beka Albiyev | Dilshod Aripov     | Vitali Rəhimov       |
| 66 kg  | Farid Mansurov     | Manuchar Tskhadaia | Ambako Vachadze      |
| 66 kg  | Farid Mansurov     | Manuchar Tskhadaia | Pedro Isaac          |
| 74 kg  | Selçuk Çebi        | Mark Madsen        | Aliaksandr Kikiniou  |
| 74 kg  | Selçuk Çebi        | Mark Madsen        | Farshad Alizadeh     |
| 84 kg  | Nazmi Avluca       | Mélonin Noumonvi   | Habibollah Akhlaghi  |
| 84 kg  | Nazmi Avluca       | Mélonin Noumonvi   | Pablo Shorey         |
| 96 kg  | Balázs Kiss        | Jimmy Lidberg      | Amir Ali-Akbari      |
| 96 kg  | Balázs Kiss        | Jimmy Lidberg      | Aslanbek Khushtov    |
| 120 kg | Mijaín López       | Dremiel Byers      | Jalmar Sjöberg       |
| 120 kg | Mijaín López       | Dremiel Byers      | Rıza Kayaalp         |

### Lotta libera femminile
| Evento | Oro               | Argento            | Bronzo               |
| 48 kg  | Marija Stadnyk    | Larisa Oorzhak     | So Sim-Hyang         |
| 48 kg  | Marija Stadnyk    | Larisa Oorzhak     | Lyudmyla Balushka    |
| 51 kg  | Sofia Mattsson    | Han Kum-Ok         | Oleksandra Kohut     |
| 51 kg  | Sofia Mattsson    | Han Kum-Ok         | Yuri Kai             |
| 55 kg  | Saori Yoshida     | Sona Ahmedli       | Alena Filipava       |
| 55 kg  | Saori Yoshida     | Sona Ahmedli       | Tonya Verbeek        |
| 59 kg  | Julija Ratkevič   | Agata Pietrzyk     | Marianna Sastin      |
| 59 kg  | Julija Ratkevič   | Agata Pietrzyk     | Ganna Vasylenko      |
| 63 kg  | Mio Nishimaki     | Lubov Volosova     | Yelena Shalygina     |
| 63 kg  | Mio Nishimaki     | Lubov Volosova     | Justine Bouchard     |
| 67 kg  | Martine Dugrenier | Yulia Bartnovskaia | Ifeoma Iheanacho     |
| 67 kg  | Martine Dugrenier | Yulia Bartnovskaia | Badrakhyn Odonchimeg |
| 72 kg  | Qin Xiaoqing      | Ochirbatyn Burmaa  | Maider Unda          |
| 72 kg  | Qin Xiaoqing      | Ochirbatyn Burmaa  | Stanka Zlateva       |

## Medagliere
| Pos.   | Paese          | Oro | Argento | Bronzo | Totale |
| ------ | -------------- | --- | ------- | ------ | ------ |
| 1      | Russia         | 5   | 4       | 3      | 12     |
| 2      | Azerbaigian    | 3   | 4       | 3      | 10     |
| 3      | Iran           | 2   | 1       | 4      | 7      |
| 4      | Turchia        | 2   | 1       | 2      | 5      |
| 5      | Giappone       | 2   | 0       | 2      | 4      |
| 6      | Corea del Nord | 1   | 1       | 1      | 3      |
| 6      | Svezia         | 1   | 1       | 1      | 3      |
| 6      | Uzbekistan     | 1   | 1       | 1      | 3      |
| 9      | Canada         | 1   | 0       | 2      | 3      |
| 9      | Cuba           | 1   | 0       | 2      | 3      |
| 11     | Ungheria       | 1   | 0       | 1      | 2      |
| 12     | Cina           | 1   | 0       | 0      | 1      |
| 13     | Stati Uniti    | 0   | 2       | 1      | 3      |
| 14     | Danimarca      | 0   | 1       | 1      | 2      |
| 14     | Georgia        | 0   | 1       | 1      | 2      |
| 14     | Mongolia       | 0   | 1       | 1      | 2      |
| 17     | Armenia        | 0   | 1       | 0      | 1      |
| 17     | Francia        | 0   | 1       | 0      | 1      |
| 17     | Polonia        | 0   | 1       | 0      | 1      |
| 20     | Ucraina        | 0   | 0       | 5      | 5      |
| 21     | Bielorussia    | 0   | 0       | 3      | 3      |
| 21     | Kazakistan     | 0   | 0       | 3      | 3      |
| 23     | Bulgaria       | 0   | 0       | 1      | 1      |
| 23     | Grecia         | 0   | 0       | 1      | 1      |
| 23     | India          | 0   | 0       | 1      | 1      |
| 23     | Nigeria        | 0   | 0       | 1      | 1      |
| 23     | Spagna         | 0   | 0       | 1      | 1      |
| Totale | Totale         | 21  | 21      | 42     | 84     |